# ستاره‌های کرملین

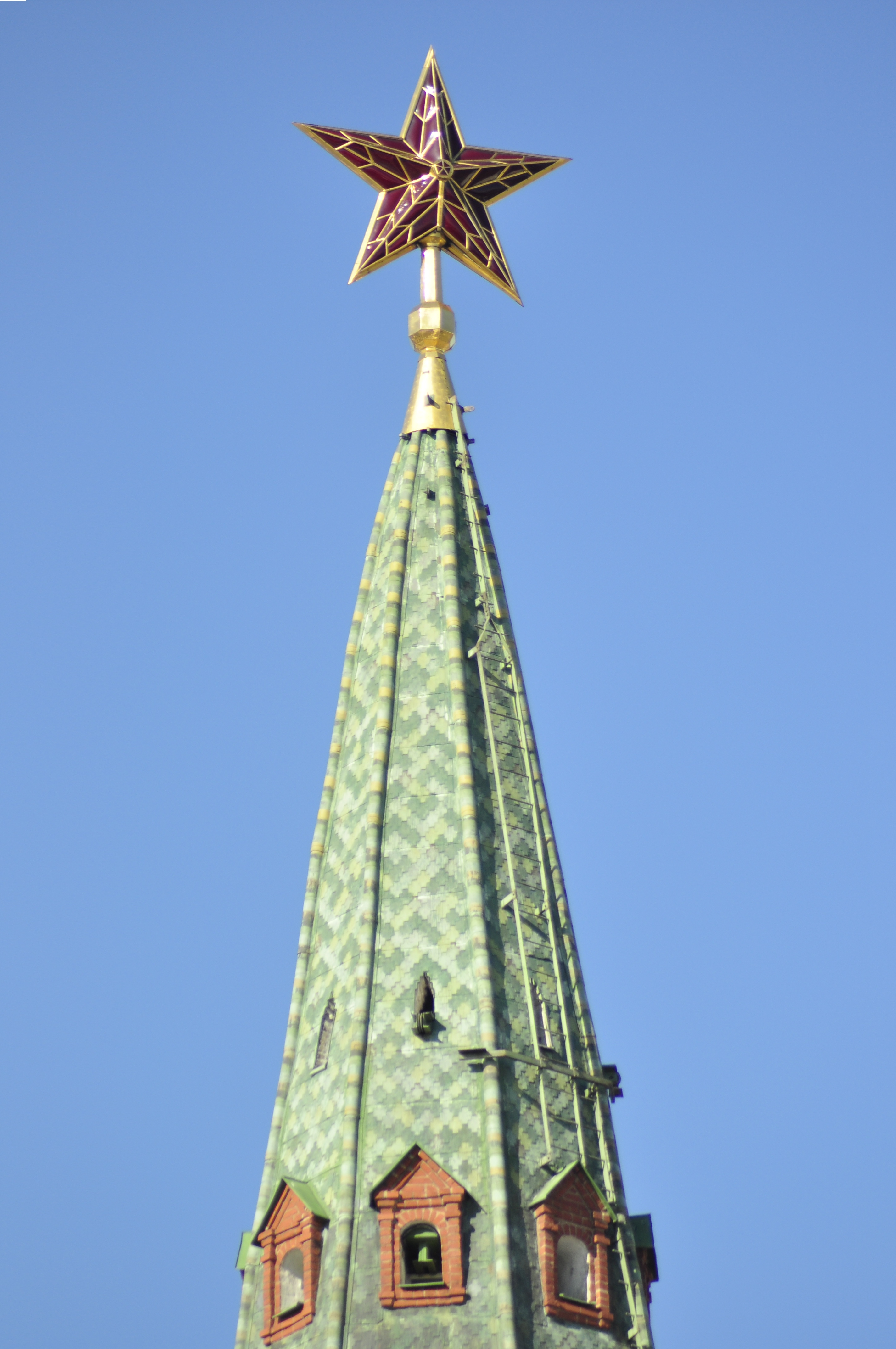

ستاره‌های کرملین (به روسی: Кремлёвские звёзды) ستاره‌های یاقوتی غول‌پیکری هستند که در دهه ۱۹۳۰ میلادی بر بالای پنج برج از برج‌های کاخ کرملین نصب شدند. این ستاره‌ها به‌جای عقاب‌های دوسری که در زمان تزار الکسیس (قرن هفدهم) بر بالای برج‌ها نصب شده بودند، قرار گرفتند.

## ویژگی‌ها

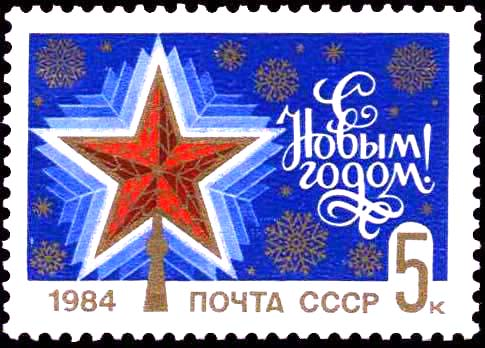
تمبر "سال نو مبارک!"، 1984، پست اتحاد جماهیر شوروی به همراه نمایه ای از ستاره کرملین

ستاره‌های کرملین از نوعی شیشه یاقوتی رنگ و فولاد ضد زنگ ساخته شده‌اند. در زمان نصب بر روی برج‌ها بین ۳ تا ۳٫۷۵ متر بر ارتفاع برج‌ها افزودند. در درون آن‌ها لامپ‌های رشته‌ای وجود دارد که موجب درخشش آن‌ها در شب می‌شود. این لامپ‌ها از سال ۱۹۳۷ (زمان نصب پنجمین ستاره) تا ۷۵ سال بعد (سال ۲۰۱۲) تنها دو بار خاموش شدند که نخستین بار در سال ۱۹۴۱ برای شرایط خاص زمان جنگ جهانی دوم و بار دیگر در هنگام فیلم‌برداری فیلمی تاریخی به کارگردانی نیکیتا میخالکوف بود.
ستاره‌های کرملین یکی از نمادهای شهر مسکو دانسته می‌شوند.

## نگارخانه

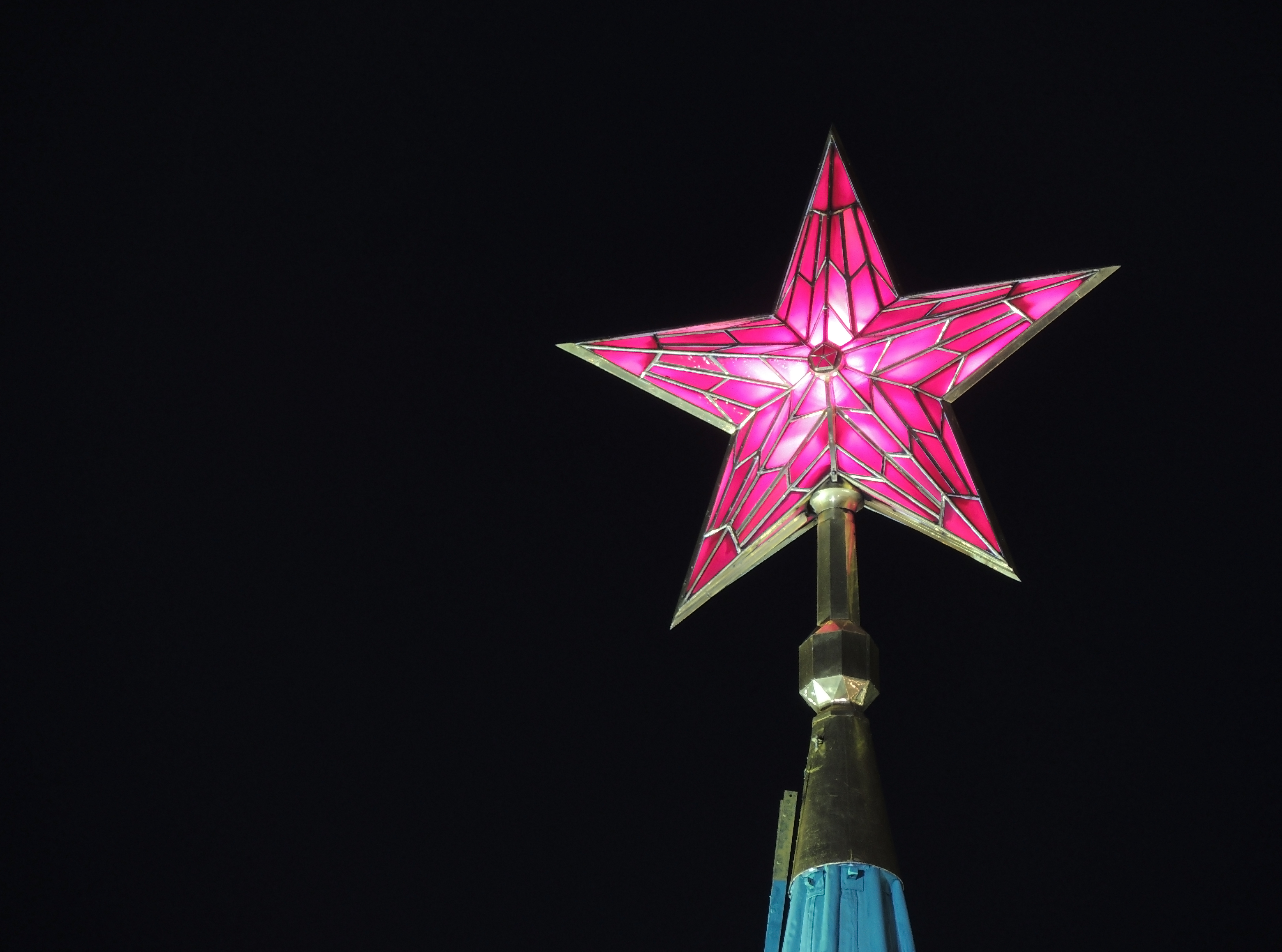
در شب
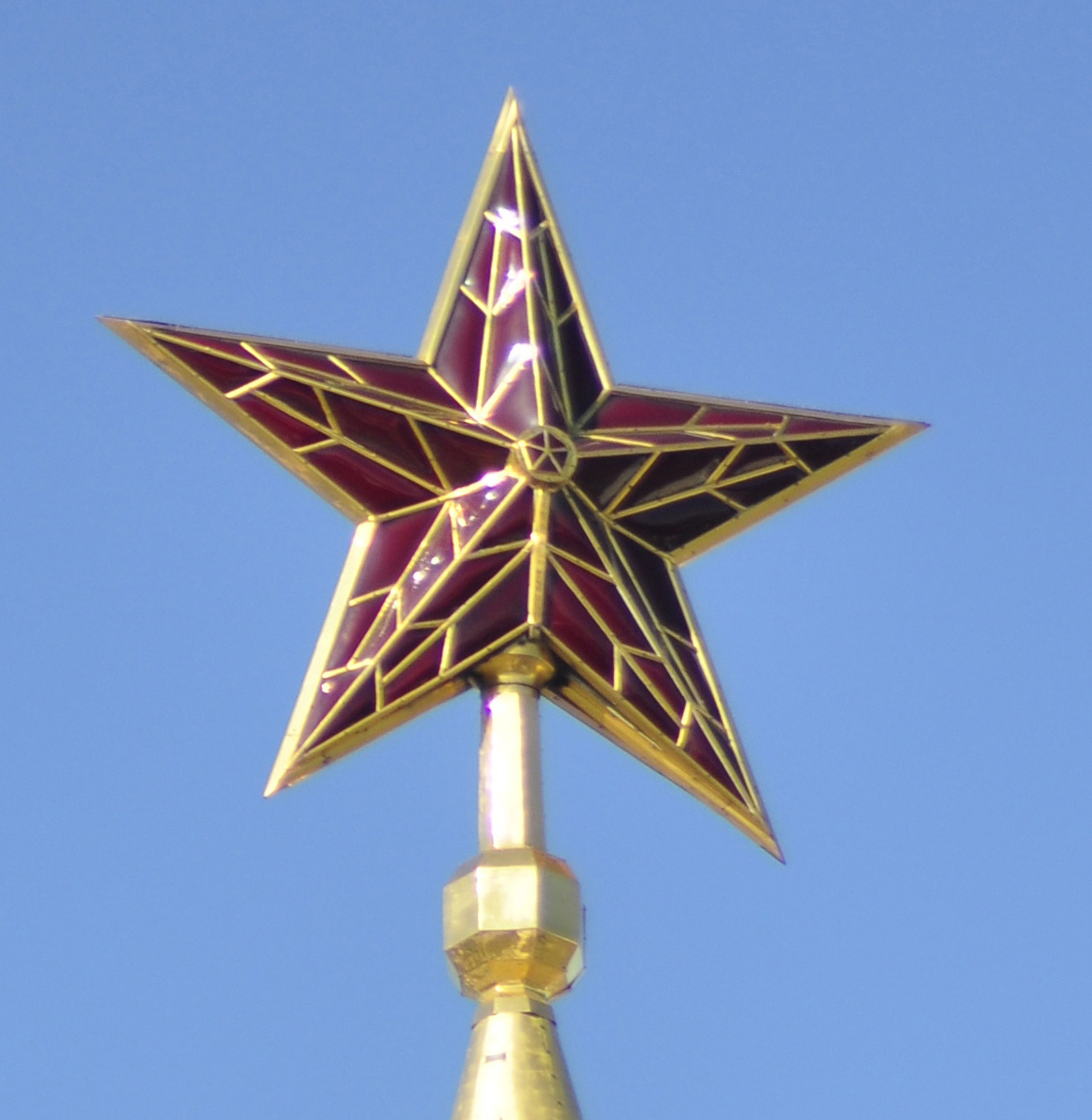
نمای نزدیک
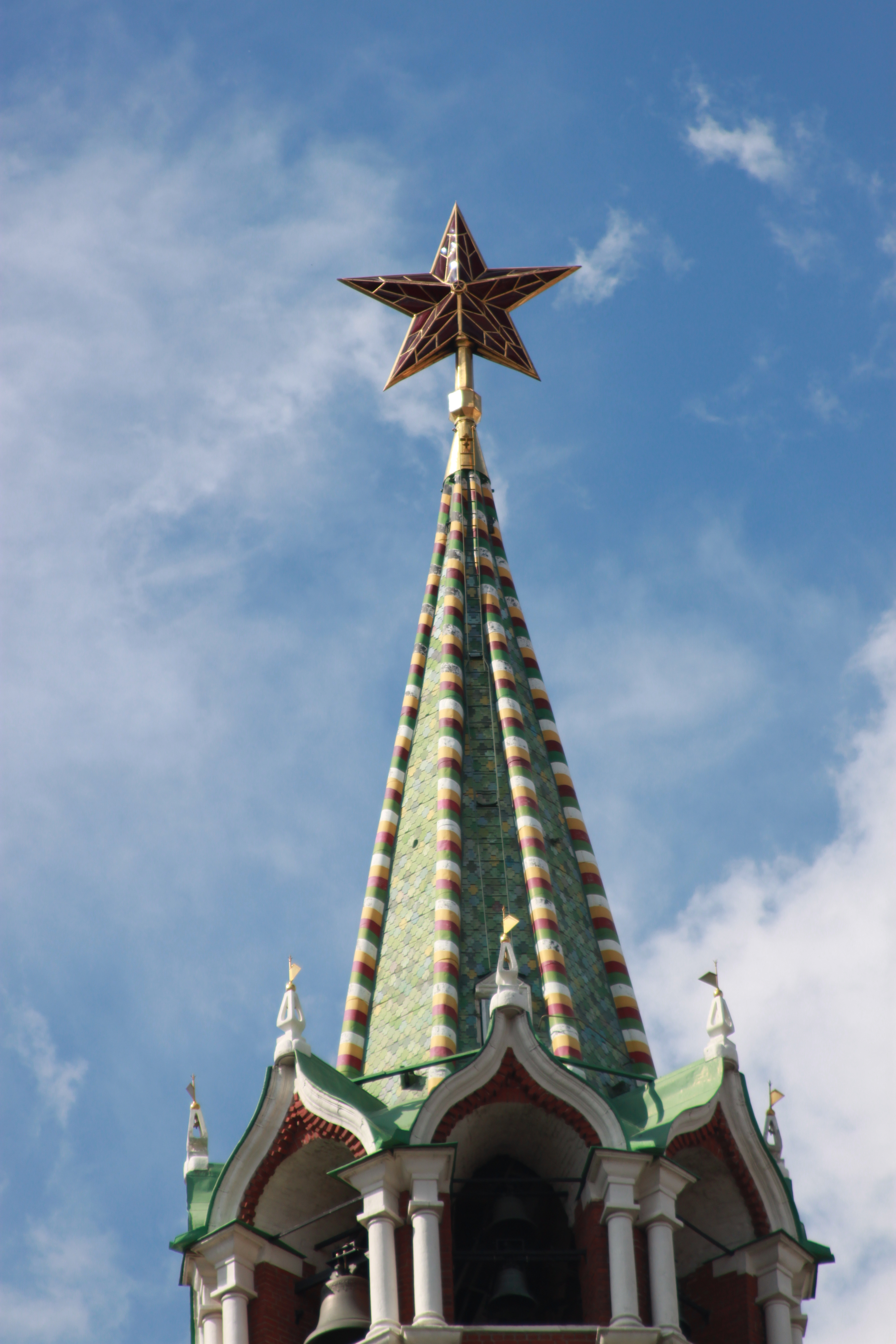
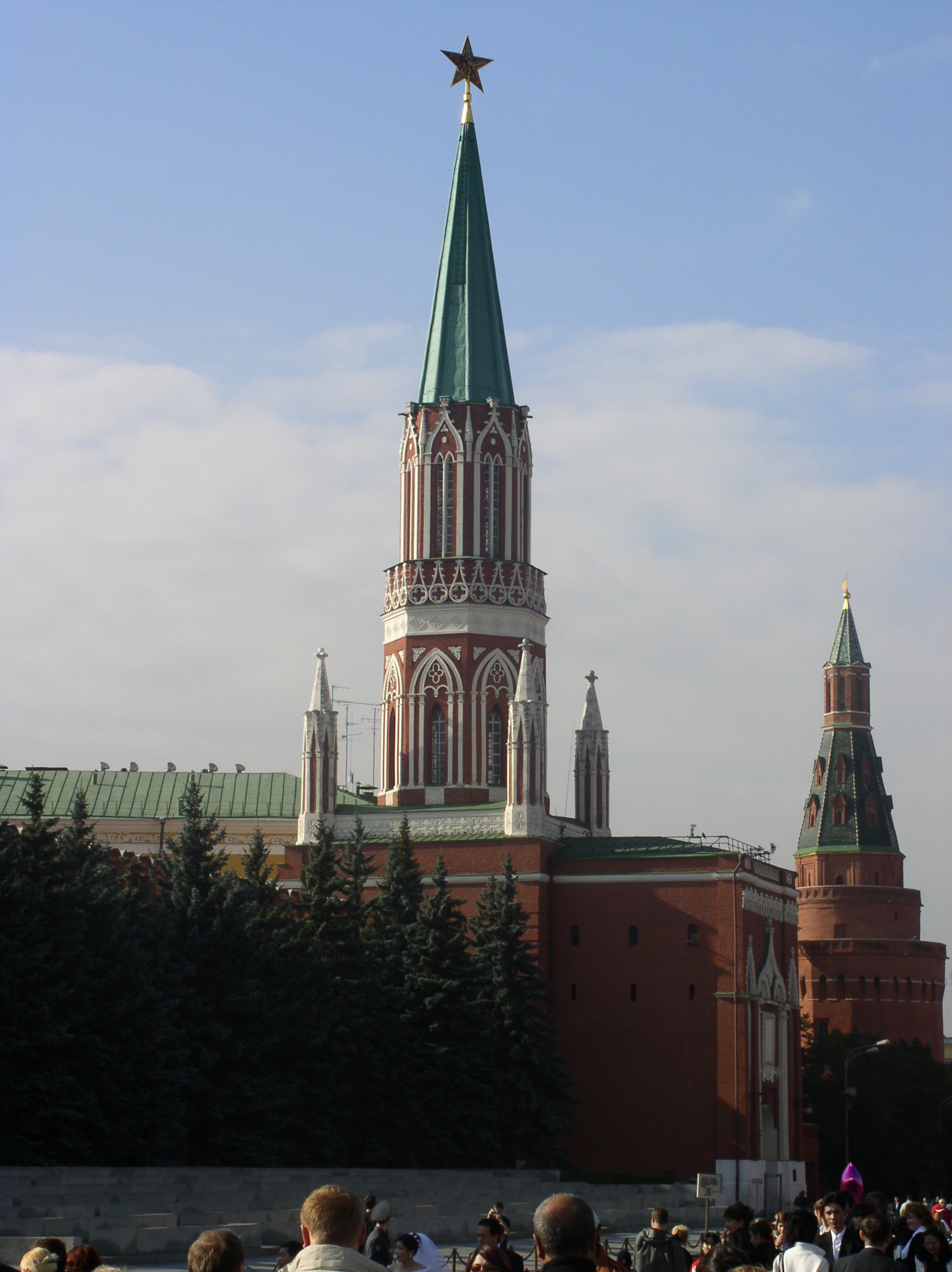
طرح یک ستاره کرملین